# Марселій Любомирський (1810-1865)
Марселій Любомирський (пол.: Marceli Lubomirski; 15 березня 1810 – 18 серпня 1865, Неї-сюр-Сен) — польсько-український князь гербу Шренява без хреста, еміграційний політик, масон, член Польського комітету в Парижі під час Січневе повстання.
Нащадок українських князів Вишневецьких, з їх бічної лінії княжого роду Любомирських. Він був сином Йосипа Любомирського (1785–1870), власника маєтків в Дубно, сенатора-кашталяна Королівства Польського в 1825-31 роках та Доротеї Стешка-Олехнович, гербу Радван. Онук Михайла Любомирського, генерала коронної армії Речі Посполитої. 
4 квітня 1837 року у Варшаві одружився з Ядвігою Яблоновською, донькою Максиміліана Яблоновського. Їх син - Йосип Максиміліан, французький романіст. 